# Dario Spada
Dario Spada (Palermo, 20 febbraio 1984) è un conduttore radiofonico italiano.

## Biografia

### Gli inizi della carriera radiofonica
Nel 1999, quindicenne, inizia a collaborare con Dabliu Radio per la trasmissione Tutti Pazzi per Darla, registrando nei licei di Palermo interviste agli adolescenti. Tra il 2002 e il 2005 lavora per Radio Time nelle vesti di regista e producer, e per Radio Futura Network come conduttore radiofonico. È produttore di diversi programmi tra cui Divieto di siesta con Natale Schiera.

### Radio 105
Nel febbraio del 2006 avviene il suo passaggio a Radio 105, inizialmente come tecnico del suono nello studio di produzione dell'emittente, lavorando col responsabile Flavio De Luca per quattro anni. In seguito presta la voce anche come speaker pubblicitario ad alcune iniziative riguardanti il gruppo Finelco.
Durante 105 Music & Cars con Alvin e Dj Giuseppe effettua qualche sporadico intervento in onda. Il debutto come speaker radiofonico avviene nell'estate del 2009 con 105 Summer Compilation, appuntamento quotidiano che va in onda in agosto. Iniziano una serie di sostituzioni, soprattutto durante 105 Music & Cars e Lo Zoo di 105, per arrivare alla conduzione di 105 Loves Music,  il contenitore di notizie musicali del weekend.
Nell'inverno del 2010 insieme a Daniele Battaglia e Francesco Mandelli inizia il 105 Night Express. La formazione iniziale subisce dei cambiamenti solo dopo due mesi, quando Francesco Mandelli abbandona Radio 105 e Daniele Battaglia lascia la conduzione del programma per impegni televisivi. Così dal febbraio 2011, fino al gennaio 2015, conduce lo show insieme a Fabiola Casà. Questo programma è valso alla coppia due nomination alle Cuffie d'oro 2014 nella categoria "Night Show" e "New Style". Nel 2015 torna alla fascia pomeridiana sostituendo Alvin in 105 Music & Cars, vista la partenza di quest'ultimo come inviato dall'Honduras per L'isola dei famosi.
Per i primi tre mesi di Expo 2015 è stato in diretta ogni fine settimana insieme a Fabiola Casà, Moko, Bryan Ronzani e Valeria Oliveri, dal padiglione McDonald's, con il programma I'm lovin' Expo.
Nell'estate del 2015 con Carlotta Quadri conduce 105 Summer Non Stop, nella fascia oraria dalle 7 alle 10, nelle prime due settimane d'agosto. Alla coppia viene affidata, per la stagione 2015/2016, la conduzione del 105 Weekend, in onda il sabato dalle 16 alle 19. Per Dario Spada l'appuntamento con il 105 Weekend raddoppia anche la domenica mattina, dalle 7 alle 10, in questo caso accompagnato da Fabiola Casà.
Per la stagione 2016/2017 Dario Spada ha condotto (fino a febbraio) 105 Weekend insieme a Carlotta Quadri.
Grazie alla partnership tra Radio 105 e Amici, Dario Spada e Ylenia sono stati resi partecipi dello show televisivo Amici 16. Con l'appuntamento quotidiano chiamato Amici Stories, i conduttori della radio di via Turati, hanno raccontato le storie e i retroscena della scuola più famosa d'Italia.
Dal 27 febbraio 2017, sempre con Ylenia, è tornato alla conduzione del 105 Night Express, dal lunedì al venerdì dalle 21 alle 23.
Dal 22 maggio 2017, all'interno del 105 Night Express, conduce il contenitore musicale 105 Extra Live. In questo spazio si racconta la storia dei grandi protagonisti della musica internazionale, attraverso aneddoti e curiosità.
Dal 23 ottobre 2017, visto il trasferimento di Ylenia nel morning show di Radio 105 Tutto esaurito, diventa unico conduttore del 105 Night Express.
Dal 4 al 26 agosto conduce, insieme a Niccolò Torielli, 105 Zen, lo show estivo di Radio 105 in diretta dal Lido Zen di Gallipoli (LE).
Il 7 settembre 2018 termina la sua esperienza al 105 Night Express.
Dal 22 settembre 2018 al 23 dicembre 2018 conduce 105 Weekend insieme a Valeria Oliveri.
Il 31 dicembre 2018, insieme a Daniele Battaglia, ha rappresentato Radio 105 durante Capodanno in musica, lo show della notte di San Silvestro di Canale 5. I due speaker, insieme ai colleghi di R101, Radio Monte Carlo, Radio Subasio e Radio Norba hanno raccontato, in diretta radiofonica a reti unificate, l'evento musicale condotto da Federica Panicucci, che si è svolto in piazza a Bari.
Dal 12 gennaio 2019 (fino al 12 maggio 2019) conduce 105 Weekend insieme ad Alessandro Sansone, ogni sabato e domenica dalle 16 alle 19.
Dal 9 maggio 2019 subentra a Dj Giuseppe (a seguito delle dimissioni di quest'ultimo da Radio 105) nella conduzione di 105 Music & Cars, affiancando Fabiola Casà, dal lunedì al venerdì dalle 16 alle 18.